# Everton (Liverpool)

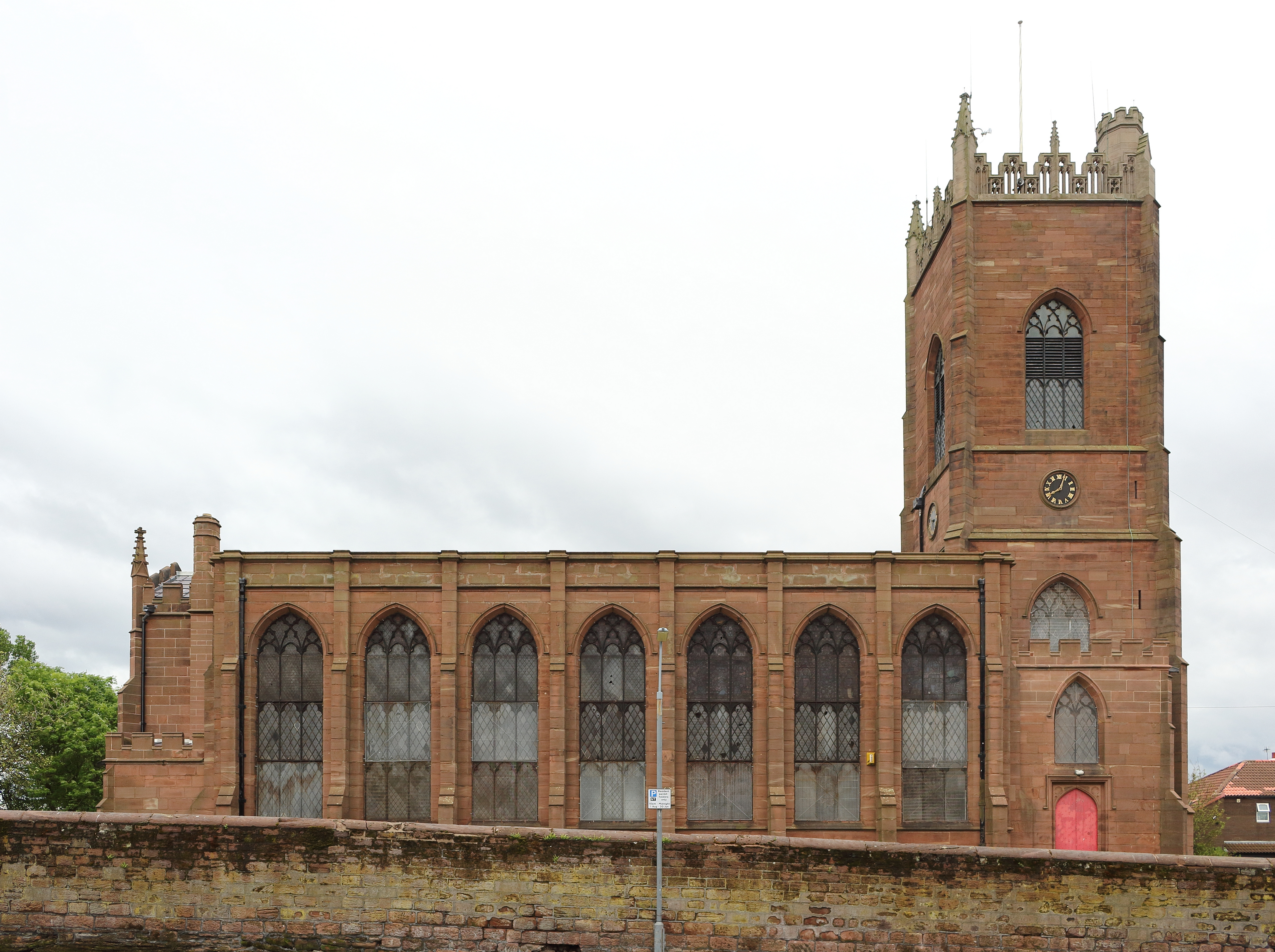
Kościół św. Jerzego w Everton.

Everton – dzielnica Liverpoolu, miasta w Anglii, w Merseyside, w dystrykcie (unitary authority) Liverpool. Według danych ze spisu z 2011 r. zamieszkana przez 14 782 osób.

## Obiekty zabytkowe
- Wieża ciśnień (Everton Water Tower) z 1864 r.
- Anglikański Kościół św. Jerzego z 1814 r.